# Hemisphaerius bigeminus
Hemisphaerius bigeminus är en insektsart som beskrevs av Melichar 1906. Hemisphaerius bigeminus ingår i släktet Hemisphaerius och familjen sköldstritar. Inga underarter finns listade i Catalogue of Life.